# Alexander Search
Alexander Search é um dos vários semi-heterónimos criados pelo poeta e escritor português Fernando Pessoa. Foi criado em 1899, quando Pessoa ainda era estudante e vivia na África do Sul (1896-1905) acompanhando sua mãe e padrasto, que era diplomata. Com este nome, o poeta escrevia cartas a si mesmo, além de poemas escritos em inglês e português em 1903. Além deste semi-heterónimo, Pessoa criou ao longo da sua vida imensos outros, incluindo um irmão deste Alexander Search, o qual deu o nome de Charles James Search.
É possível, apesar do pouco que se conhece desta parte da obra do autor, dar a estes poemas a sua autoria:
Ao Meu Maior Amigo;
Fraternidade;
Piedade? Não!;
O Mundo;
Mania da Dúvida;
Quem Sonha Mais?;
Dor Suprema;
Morte em Vida;
Sonhos;
Homens do Presente;
Soneto de um Céptico;
Perfeição;
Perseverança.